# Ostpark Düsseldorf

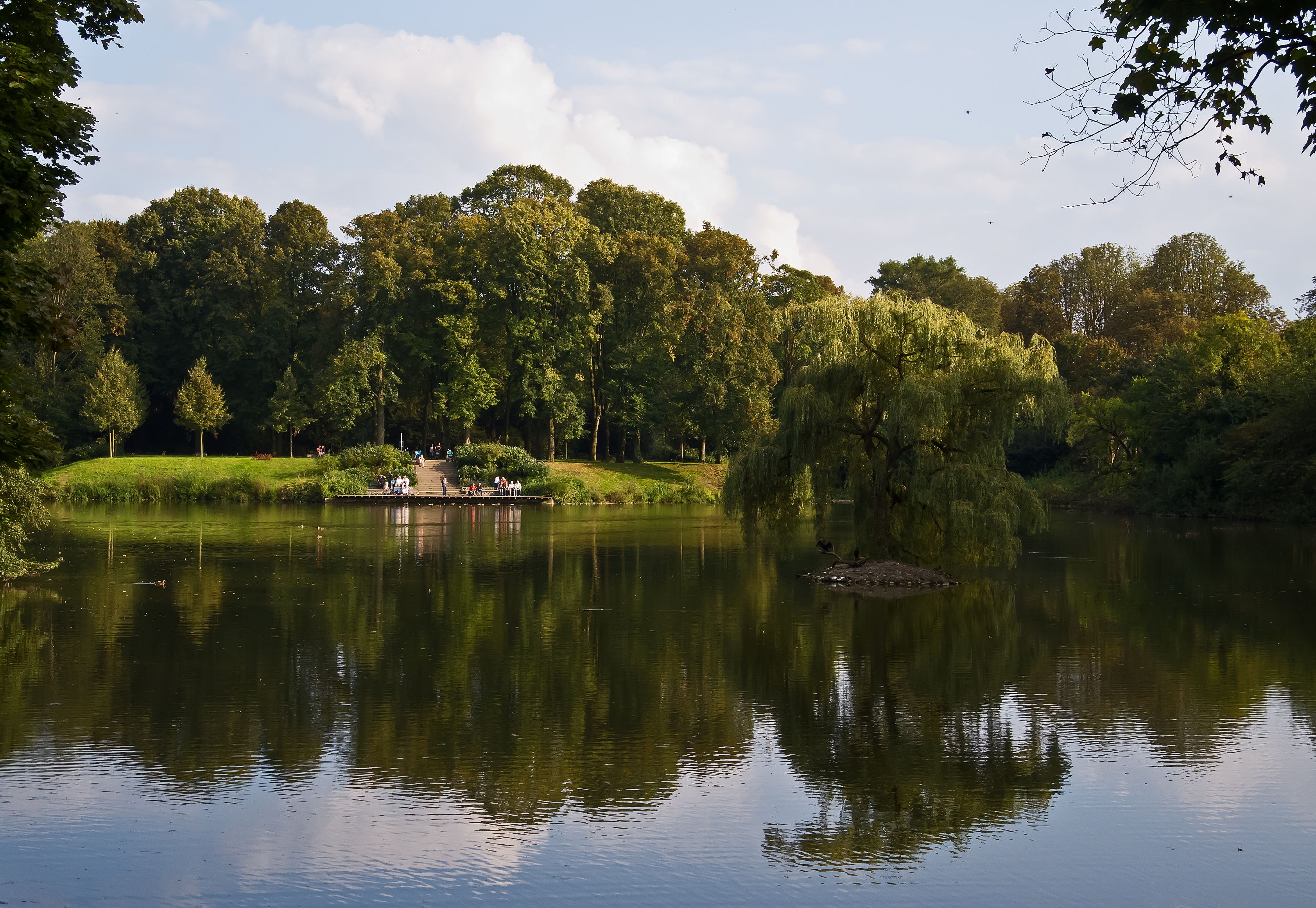
Ostparkweiher

Der Ostpark der Landeshauptstadt ist mit seinen 8,13 Hektar Fläche einer der kleineren Parks, die Ende des 19. Jahrhunderts in Düsseldorf entstanden.

## Lage
Der denkmalgeschützte Ostpark liegt in Grafenberg, in der Nähe des Staufenplatzes, zwischen der Güterbahnstrecke Rath–Eller und der Wittelsbachstraße.

## Geschichte
Noch Mitte des 19. Jahrhunderts lebten nur 250 Einwohner in Grafenberg. Im Rahmen der städtischen Expansion und der Eröffnung einer elektrifizierten Straßenbahnlinie rückte der als Ausflugsgebiet am Rande des Grafenberger Waldes bekannte Stadtteil auch als Wohnstandort in das Blickfeld der wohlhabenden Düsseldorfer.
1898 beschloss die Stadtverordnetenversammlung den Bau des Ostparks inmitten von Viehweiden, weit ab von jeglicher Bebauung. Die Hintergründe für diese Entscheidung sind heute nicht mehr nachvollziehbar. Planungen zur Internationalen Kunst- und Großen Gartenbauausstellung 1904 zeigen den Ostpark in ein System von baumbestandenen Alleen eingebunden. Möglicherweise sollte der Park als städtebauliches Entwicklungselement dienen, um eine raschere Entwicklung des Gebietes zu forcieren.
Die Planung des Ostparks wurde von dem Düsseldorfer Stadtgärtner Heinrich Friedrich Adolf Hillebrecht (1846–1918) erstellt und ab 1899 begannen die Arbeiten zum Bau des Parks, dessen Anlage der Idee der Gartenstadt folgte. Es war der letzte Park, den Hillebrecht angelegt hat.
Bis in die 1920er Jahre hinein lag der Ostpark am Stadtrand, kaum von Bebauung umgeben. Ein ursprünglich geplantes Seerestaurant wurde nicht gebaut. Erst zu Beginn der 1930er Jahre entstand die Wohnbebauung in der Umgebung der Parkanlage. 1940 war die Wittelsbachstraße fast vollständig bebaut.
1919 wurden ein Ruderbootverleih und einfache Gastronomie eingerichtet. Der See wurde zum Ausflugsziel für die Bevölkerung. Gastronomie und Bootsverleih wurden bis in die 1960er Jahre fortgeführt. Danach wurde das Angebot nicht mehr ausreichend genutzt, um rentabel fortgeführt werden zu können.
In den 1970er bis 1990er Jahren wucherte der Park zu. Die ursprüngliche Anlage war kaum mehr nachvollziehbar. 2006 begannen gärtnerische Sanierungsmaßnahmen der Stadt, um die ursprüngliche Anlage wieder besser erkennbar zu machen. Die Arbeiten wurden im Juli 2008 beendet und haben insgesamt rund 500.000 Euro gekostet.

## Parkanlage
Der Ostpark besteht aus zwei Bereichen:
1. dem See, dem Ostparkweiher
2. der Anlage mit Wiesen und Bepflanzung

Der Weiher ist eingefasst von einem Weg und Baumreihen. In den See mündete früher ein Bach; dieser ist jedoch ausgetrocknet. Der Ostparkweiher hat eine Wasseroberfläche von 17.000 Quadratmetern.
Im Zentrum des Parks befindet sich eine Baumterrasse, die vorwiegend mit Linden bepflanzt ist. Dort sollte das Parkrestaurant entstehen.
Der übrige Park ist von bogenförmig angelegten Wegen durchzogen, an deren Rändern Bäume und Sträucher stehen. Der Baumbestand ist gemischt, Rhododendron jedoch etwas häufiger anzutreffen. Im Innern dieser Bögen liegen große Rasenflächen und Baumgruppen, außerdem gibt es einen Kinderspielplatz und einen Hundeauslauf.